# ヴェナチコスクス
ヴェナチコスクス（Venaticosuchus）は、アルゼンチンの上部三畳系から化石が発見されている、オルニトスクス科に属する偽鰐類の属。Venaticosuchus rusconiiのみが知られている単型である。ホロタイプ標本PVL 2578は約2億3000万年前に堆積したアルゼンチン北西部に分布するイスキガラスト層から回収されており、不完全な頭蓋骨と顎、および失われた前肢と皮骨板を含む。本属はオルニトスクス科に属する別の属であるオルニトスクスとリオジャスクスの形態的特徴を多数有しているが、下顎に関して複数の固有の特徴も有している。
ヴェナチコスクスの顎の筋組織の復元からは、本属がデスマトスクスをはじめとする植物食性の鷲竜類と同様に緩慢で強力な咬合を持っていたことが示唆されている。肉食傾向を示す一方で生きた獲物の処理に適応していないことを示唆する特徴の組み合わせから、本属と他のオルニトスクス科の偽鰐類は腐肉食に特化していた可能性が高い。

## 発見
ヴェナチコスクスの化石は1960年代初頭にアルゼンチンの1個の化石産地で発見された。この化石サイトはラ・リオハ州のCerro Las Lajasに位置しており、後期三畳紀に堆積した中部イスキガラスト層の露頭を含む。Cerro Las Lajasのサイトには最古級のワニ形類の1つであるTrialestes (en) やシレサウルス科あるいは最古級の鳥脚類恐竜の1つであるピサノサウルスが保存されている。しかし、イスキガラスト層の他の産地と比較すると発見されている化石の量が少なく、またCerro Las Lajasで発見された化石はイスキガラスト層の他の産地で発見されていない。このためCerro Las Lajasの堆積年代を正確に推定することは困難であるが、イスキガラスト層の最古と最新の岩石の放射年代に基づき、堆積年代は2億3170万年前から2億2500万年前までの間と見積もられている。その後行われたCerro Las Lajasでのさらなる発掘調査では、イスキガラスト層の他の産地と共通する動物化石が複数発見されている。ヴェナチコスクスのホロタイプ標本が産出した層準では、リンコサウルス類のTeyumbaita (en) の新種が多産する。Teyumbaitaの化石帯に基づけば、当該層準は約2億2794万年前から約2億2724万年前に形成されたことが示唆される。
ヴェナチコスクスの化石は1個体に由来する頭蓋骨と顎で構成されており、神経頭蓋の大部分と頭蓋骨の最上部が失われている。アルゼンチンの古生物学者であるホセ・ボナパルテ（José Bonaparte）による最初の原記載では、ラテン語で「狩り」を意味するvenaticus、ラテン語化したギリシア語で「ワニ」を意味するsuchusから属名が命名された。種小名は1969年に
死去した古生物学者 Carlos Rusconi Sassi への献名。タイプ標本には部分的な前肢と皮骨板も保存されていたが、2010年代時点の古生物学者らはこれらの骨の保存を確認できておらず、紛失したと考えている。頭蓋骨の右側に由来する骨は紛失したと2015年まで考えられていたが、右側の方形頬骨・方形骨・上角骨・関節骨・角骨が再発見されている。これらの骨は2018年にオルニトスクス科の顎のバイオメカニクスの研究の一環で記載された。ヴェナチコスクスの既知の全ての骨はトゥクマン国立大学の古脊椎動物コレクションに所蔵されており、ホロタイプ標本にはPVL 2578の標本番号が与えられている。

## 特徴

### 全身

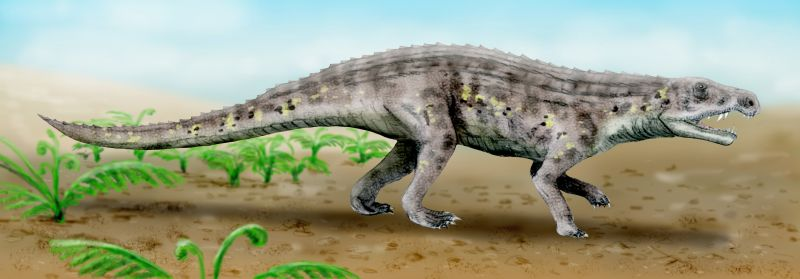
復元画

頭蓋骨と下顎しか発見されていないため、ヴェナチコスクスの全長は不明である。顎は全長26.0センチメートルで、オルニトスクスとリオジャスクスの最大の顎を僅かに上回る（歴史的にオルニトスクスのシノニムと考えられている大型主竜類のDasygnathoides (en) を除く）。他のオルニトスクス科は中型の爬虫類であり、全長2メートル弱であった。

### 頭蓋骨
吻部は歯の生えた上顎骨と前上顎骨で形成されており、歯隙として知られる歯の存在しないギャップで両者が隔てられている。これは他のオルニトスクス科と同様であり、また上顎骨が歯隙の後側で上側にカーブし前上顎骨が下側に曲がる点で部分的にリオジャスクスと類似する。前上顎骨の保存状態が悪いためその歯の本数は明らかでないが、他のオルニトスクス科は3本の前上顎骨歯を有している。上顎骨は全体としてリオジャスクスのものに類似しており、先端部が先細る三角形の前眼窩窓を持つ。一方で、前眼窩窓が位置する前眼窩窩がリオジャスクスのものと比較して上下に浅く、小型で、より滑らかなテクスチャである。上顎骨歯は8本で、大型でかつ鋸歯状構造を持ち、第2歯が最大である。その断面は雫型であり、他のオルニトスクス科と異なる。リオジャスクスやエルペトスクス科のPagosvenator (en) と同様に、頬骨にY字型の上行突起が存在しており、それにより眼窩の下端が形成されている。方形頬骨はL字型で、45°の角度で2本のブランチが収束する。方形頬骨のブランチに稜が存在する他のオルニトスクス科と比較してこの部位は滑らかである。方形骨は方形頬骨のものと一致する急勾配の角度をなす。方形骨は滑らかでもあり、方形頬骨との関節部に沿って円形の孔を取り囲んでいる。
鼻腔の一部は堆積物に充填されており、嗅球が正中線上で隔てられていることが見て取れる。神経頭蓋は不完全であり、基部を構成するparabasisphenoidのみが保存されている。他の主竜類と同様に、神経頭蓋の後腹側部には2対の異なる丸みを帯びた大型のプレートである基翼状骨突起（口蓋と接する）とbasitubera（いかなる骨とも接さず前頭直筋のレバーとして機能）が存在する。基翼状骨突起は発達した切痕によって約60°の角度でbasituberaから隔てられている。この角度は他の初期偽鰐類と比較して鋭利であるため（例としてリオジャスクスで82°、アエトサウルスで105°、シレサウルスで115°）、ヴェナチコスクスに固有の特徴と考えることができる。基翼状骨突起自体はリオジャスクスのものよりも薄く、広いギャップによって互いに隔てられている。口蓋骨は全体的にリオジャスクスのものと類似する。

### 下顎
下顎は頑強であり、プロポーションがリオジャスクスのものよりもオルニトスクスのものに近い。一方で下顎窓は長く伸びており、プロポーション的にオルニトスクスよりもリオジャスクスのものに近い。歯骨は前端が丸みを帯び、上側に拡大する。歯骨の第1歯は非常に大型であり、上顎骨-前上顎骨間の歯隙と同一の水準で吻部に重なる。これは2本の大型の歯の前側に小型の歯を持つ他のオルニトスクス科と対照的である。ヴェナチコスクスの2本の大型の歯は鋸歯状構造が存在しておらず、断面が楕円形である。下顎の歯の大部分は吻部が重なって詳細不明であるが、上顎骨歯と類似するようである。上角骨と関節骨は滑らかで薄い。他のオルニトスクス科は関節骨の内側と上角骨の外側の両方に窪みが存在するため、この特徴はヴェナチコスクスに固有である。角骨は長く伸びており、下顎窓の下側の縁の全体を形成し、条線に被覆されている。これらの特徴のいずれもが他のオルニトスクス科と対照的である。

## 古生物学

### 古病理学
ホロタイプ標本は頭蓋骨の左側に病理が確認されており、右上顎骨・頬骨と比較して左上顎骨・頬骨が腫れ、目の下部の骨の表面が粗くなっている。加えて左上顎骨には6個の歯槽しか存在しておらず、右上顎骨を参考にすると後部の2個の歯槽が失われている。腫れた骨は感染あるいは腫瘍の結果の可能性があるほか、治癒した負傷の痕跡である可能性がある。腫れた領域に噛み跡や骨折の証拠が無いことから、後者の仮説の蓋然性が低く、当該の病変は顔面の感染であった可能性が高い。

### 顎の筋組織
ヴェナチコスクスはvon Baczko (2018)でオルニトスクス科に焦点を当てた最初の顎のバイオメカニクス研究の研究対象となった。本研究でオルニトスクス科の顎の筋組織は突起・粗面・孔などの特徴 (en) に基づいて推定され、パラグアイカイマンやグリーンイグアナといった現生爬虫類と比較された。その結果、ヴェナチコスクスと他のオルニトスクス科、鷲竜類、現生ワニ（アメリカアリゲーター）の間で、顎の動きに関する興味深い結果が得られた。例として、オルニトスクス科と鷲竜類は現生ワニよりも頭蓋骨が高く、より長くかつより垂直に傾斜した内転筋のモーメントアーム（顎の関節から顎を引き上げる筋肉の中間までの距離）を創出している。モーメントアームは長ければ長いほど大きいトルクを生じる。
内転筋の全モーメントアームの合計値に対応するAM値は、オルニトスクス科内ではヴェナチコスクスにおいて最大値を記録した。リオジャスクスの顎の筋組織は頭部後側に位置する垂直方向の筋肉である外下顎内転筋（MAME）と後下顎内転筋（MAMP）が支配的である。これは頭蓋骨が傾斜していることから、頭頂部から顎関節までの距離が長くなっているためと思われる。一方でオルニトスクスはpterygoideus dorsalis（MPtD）やpterygoideus ventralis（MPtV）のような、口蓋から顎の後方に伸びる筋肉のモーメントアーム値が最大であった。これはおそらく顎関節の上角骨が上下に高く、顎の筋肉の付着部の間のギャップが広がっているためである。ヴェナチコスクスの顎の筋組織は口蓋から顎の中央部まで伸びる下顎内筋（MI）が最も顕著であった。これはおそらく顎が上下に深いことからMPにさらなる広範な付着部が提供されたことに起因する。神経当該の外側に跨る偽側頭筋（MPst）の寄与は全てのオルニトスクス科において同程度であったが、アリゲーターと鷲竜類はよりMPstの寄与が大きかった。アリゲーターはMAMEとMAMPの寄与も受けているが、鷲竜類はMIによる寄与がAM値の大部分を占めていた。また鷲竜類は顎を下げるmandibular depressor muscle（MDM）のモーメントアームが最大である。MDMの値はヴェナチコスクスで最小であり、次いでオルニトスクスで小さかったが、オルニトスクス科（特にヴェナチコスクス）の顎の筋組織は一般に現生ワニよりも鷲竜類のものに類似していた。
モーメントアームの分布と歯の位置を考慮に入れ、von Baczko (2018)は顎の前側と後側での咬合モーメント（動きやすさ）を推定し、咬合モーメントとAM値を比較してトータルの咬合力を算出した。ヴェナチコスクスは咬合モーメントが平均的であったが、AM値が高かったため、AM値と咬合モーメントの比が最も高く、サンプリングされた爬虫類のうち最大の咬合力に相当した。しかし、AM値が高いことは筋肉の収納に長い時間を要することを意味しており、咬合の速度は遅かったと見られる。ヴェナチコスクスは強力かつ緩慢な咬合を他のオルニトスクス科や鷲竜類のデスマトスクスと共有していた一方で、弱く素早い動物食性の基盤的鷲竜類であるネオアエトサウロイデスや、素早い中程度の咬合を持つアリゲーター属と対照的である。

### 食性
オルニトスクス科に見られる鋸歯状構造を伴う歯は当該分類群が肉食性であったことを示すが、咬合が遅いことは小型の獲物を捕獲する上で不利になったであろう。加えて、オルニトスクス科の吻部は歯隙によって構造が弱くなり、大型の抵抗する獲物によるダメージに対してより繊細になっていた。また、オルニトスクス科の薄い歯は現生ワニに見られる任意の方向において頑丈な円錐形の歯と比べ、大きな獲物を扱うときに構造上弱かった。von Baczko (2018)はオルニトスクス科が強い咬合力と鋸歯を利用して死骸に対処できる特殊化した腐肉食動物であったと提唱した。緩慢な咬合や弱い吻部構造といった点は、オルニトスクス科が腐肉食動物であったとすれば活発な捕食動物ほど不利にならない。
Taborda et al. (2023)では、近縁属であるリオジャスクスが横方向の力に対する抵抗力が弱く、牽引力やねじり力に対する抵抗力が大きいことが生体力学的分析で再発見されたが、その一方で下顎が短いため下顎の歯と前顎の歯が噛み合わないことが指摘された。また、上顎骨歯は下顎の後側の歯とも噛み合わなかった。こうした歯列の形態は死骸から肉片を掴んだり切除したりする動作に適していないようであり、したがって腐肉食動物的生態は除外される。この新解釈によれば、顎の仕組みは魚食性の生態に適しており、そうした生態は水中の小型動物を確保して丸呑みにするサギやスピノサウルスの生態と通じる。二足歩行もまたこうした生態に関連した可能性がある。これらの発見は、ヴェナチコスクスのような他のオルニトスクス科にも適用できる可能性がある。